# تريبونيانوس غالوس
تريبونيانوس غالوس (206- آب 253) إمبراطور روماني حكم في الفترة الممتدة من 251م إلى 253م، وكان حكمه مشتركا مع ابنه فولوسيانوس.